# Nogersund
Nogersund är en tidigare tätort och ett mindre fiskesamhälle på Listerlandet i Mjällby socken,  Sölvesborgs kommun i Blekinge län. Vid 2015 års tätortsavgränsning hade bebyggelsen vuxit samman med Hälleviks tätort.

## Befolkningsutveckling
| Befolkningsutvecklingen i Nogersund 1960–2010 | Befolkningsutvecklingen i Nogersund 1960–2010 | Befolkningsutvecklingen i Nogersund 1960–2010 | Befolkningsutvecklingen i Nogersund 1960–2010 | Befolkningsutvecklingen i Nogersund 1960–2010 |
| --------------------------------------------- | --------------------------------------------- | --------------------------------------------- | --------------------------------------------- | --------------------------------------------- |
|                                               |                                               |                                               |                                               |                                               |
| År                                            |                                               |                                               | Folkmängd                                     | Areal (ha)                                    |
| 1960                                          | 1960                                          |                                               | 462                                           |                                               |
| 1965                                          | 1965                                          |                                               | 492                                           |                                               |
| 1970                                          | 1970                                          |                                               | 485                                           |                                               |
| 1975                                          | 1975                                          |                                               | 495                                           |                                               |
| 1980                                          | 1980                                          |                                               | 561                                           |                                               |
| 1990                                          | 1990                                          |                                               | 564                                           | 46                                            |
| 1995                                          | 1995                                          |                                               | 630                                           | 52                                            |
| 2000                                          | 2000                                          |                                               | 584                                           | 52                                            |
| 2005                                          | 2005                                          |                                               | 532                                           | 52                                            |
| 2010                                          | 2010                                          |                                               | 495                                           | 52                                            |
| Anm.: Sammanvuxen med Hällevik 2015.          |                                               |                                               |                                               |                                               |

## Samhället
I Nogersunds hamn ligger hamnkrogen Skutan där man kan äta eller ta en glass eller öl. Från hamnen kan man ta färjan Vitaskär till Hanö.(Hanö är en liten ö utanför södra Blekinge.)
Sedan den 28 december 2019 står även bygdens eget Bed and Breakfast vid namn Inseglet klart och tar emot besökare.